# Сирочински, Леон
'Леон Сирочински (пол. Leon Syroczyński; 12 мая 1844 — 16 мая 1925, Львов) — выдающийся польский учёный и культурный деятель, профессор горного дела, ректор Львовской политехники (Высшей политехнической школы) в 1904—1905 годах.

## Биография
Родился 12 мая 1844 года в Ситковцах Липовецкого уезда.
Окончил гимназию в Киеве. В течение 1861—1863 гг. изучал медицину.
Участник восстания 1863—1864 годов, сражался в отряде Эдмунда Ружицкого, с июня 1863 адъютант при военном департаменте Национального правительства. В начале 1864 года был арестован и выслан в Австрию, оттуда выехал в Бельгию.
В течение 1865—1869 гг. изучал горное дело, в 1869—1871 годах работал в бельгийских шахтах. С 1871 по 1873 год был инспектором железных дорог в Голландии. В 1873—1877 директор шахты бурого угля в Нижнем Граде в Галиции (у Евстахия Сангушки). Здесь сумел ликвидировать пожар и взрыв газа в шахте.
В 1877—1897 работал горным инженером Краевого отдела в Львове. В 1891—1897 годах — доцент общего горного дела (горного дела, нефти и воска) в Политехнике. В течение 1897—1917 профессор, руководитель кафедры горного дела, в 1915—1919 — преподаватель техники бурения глубоких скважин и эксплуатации нефтяных месторождений.
Куратор Школы горного дела в Бориславе, член Международного общества инженеров и техников в Вене, doctor Нопогіѕ Сausa в Кракове, член различных профессиональных и общественных обществ, сотрудник львовского журнала «Правда», где выступал под псевдонимом Лев Чёрный.
Автор многочисленных научных публикаций.
Умер в 1925 году во Львове.

## Награды
- Командорский крест Ордена Возрождения Польши (5 августа 1921[3]);
- Кавалерский крест Ордена Возрождения Польши;
- Орден Короны Румынии (1908 год) — за заслуги в добыче нефти;
- Орден Леопольда I (Бельгия).

## Избранные публикации
- «O geologiczno-górniczej i górniczo przemysłowej mapie kraju», Lwów /1878/;
- «Objaśnienie mapy geologiczno-przemysłowej kopalń i źródeł nafty i wosku ziemnego w Galicji», Lwów /1881/;
- «Sprawozdanie z wystawy rolniczej i przemysłowej w Przemyślu», Lwów /1882/;
- «Kongres naftowy w Przemyślu», Lwów /1882/;
- «Przedstawienie graficzne wzrostu produkcji, zmiany cen i wartości materiałów żywicznych w Galicji», Lwów /1884/;
- «O przemyśle naftowym na Kaukazie», Lwów /1885/;
- «Badania naukowe a przemysł naftowy», Lwów /1884/;
- «La petrole et ses derives», Liège /1886/;
- «Sprawozdanie Wydziału Krajowego w przedmiocie spraw górniczych», Lwów /1887/;
- «La production et le cire minerale en Autriche», Liège /1888/;
- «O górnictwie w ogóle i o górnictwie materiałów żywicznych w Galicji», Lwów /1891/;
- «Górnictwo w Galicji przed 50-ciu laty a dziś», Lwów /1898/;
- «Note sur le forage canadien et son application a l’exploation du petrole en Galicie (Autriche)», Paryż /1889/;
- «Wyższa Szkoła Górnictwa w Galicji, jej potrzeba i organizacja», Lwów /1910/.